# ناثانيل كانون سميث
ناثانيل كانون سميث (بالإنجليزية: Nathaniel Cannon Smith)‏ هو مهندس معماري أمريكي، ولد في 1866، وتوفي في 1943.